# Ludwig Kuntz (Ökonom)
Ludwig Kuntz (* 12. September 1964 in Landau) ist ein deutscher Wirtschaftsmathematiker.

## Leben
Nach dem Studium der Wirtschaftsmathematik an der Universität Karlsruhe zum Diplom Wirtschaftsmathematiker promovierte Kuntz 1991 in Karlsruhe zum Dr. rer. oec. und habilitierte sich dort 1995.
Von 1993 bis 1995 war Kuntz Projektleiter im Dezernat für Informationsmanagement des Klinikums der Johannes Gutenberg-Universität Mainz. Er folgte einem Angebot nach Hamburg und war von 1995 bis 2002 Leiter für betriebswirtschaftliche Unternehmensplanung und Controlling am Universitätsklinikum Hamburg-Eppendorf.
Im Jahr 2002 folgte Kuntz einem Ruf auf eine Professur für Allgemeine Betriebswirtschaftslehre und Management im Gesundheitswesen an die Universität Köln.

## Arbeitsfelder
- Operating Research
- Krankenhausmanagement
- Neue Gesundheitsversorgungssysteme
- Bürgerversicherung

## Mitgliedschaften
- Gesellschaft für Didaktik der Mathematik